# Tio över ett
Tio över ett (schwedisch, dt. Zehn nach eins) ist ein Jugendroman der schwedisch-samischen Autorin Ann-Helén Laestadius. Der Roman wurde 2016 im schwedischen Verlag Rabén & Sjögren veröffentlicht und erhielt im selben Jahr den August-Preis in der Kategorie Kinder- und Jugendbuch. 2017 folgte der Norrlands litteraturpris in derselben Kategorie.

## Handlung
Maja stellt sich jede Nacht den Wecker um zehn Minuten nach eins. Sie lebt im nordschwedischen Kiruna, einer Stadt, die wegen der unterirdischen Eisenerzmine umziehen muss. Im Untergrund unter der Stadt hört sie jede Nacht die Explosionen und hat Angst, dass der Boden unter ihrem Haus bei den nächtlichen Sprengungen einbricht. Darum stellt sie sich den Wecker und hat unter ihrem Bett eine bereits gepackte Tasche mit Wechselkleidung, Taschenlampe und anderen wichtigen Dingen verstaut, um auf die Katastrophe vorbereitet zu sein. Die Stadt Kiruna zieht zwar um, aber Maja will ihr Zuhause und das gewohnte Umfeld nicht verlassen und niemand scheint ihre Angst deswegen zu verstehen.
Wie jeder andere Teenager macht Maja sich um viele Dinge Gedanken: ob der hübsche Eishockey-Typ Albin aus der Parallelklasse sie bemerkt, dass ihre beste Freundin Julia nach Luleå umzieht und dass ihrem Vater, der in der Mine arbeitet, vielleicht etwas passieren könnte. Doch keines der Dinge nimmt so viel Raum ein wie Majas Angst vor der Mine selbst.
Aber noch lebt Maja in Kiruna, wo sich die Dinge nun mal ändern müssen. Die Mine und ihre Explosionen lassen die Verlagerung der Stadt gnadenlos näher rücken. Und es kommen weitere Veränderungen. Julias Mutter lernt einen neuen Mann kennen und sie haben eine eigentlich schöne neue Wohnung außerhalb von Kiruna gefunden. Dabei will Maja doch einfach nur in der Nähe von Julia sein und nicht umziehen. Sogar Albin wird tatsächlich am Ende auf Maja aufmerksam, aber vielleicht nicht so, wie sie denkt.
Neben den üblichen Themen eines Jugendbucheswas sind die „üblichen Themen eines Jugendbuches“? sind auch Kiruna und die Angst, dass alles jederzeit zusammenbrechen könnte, zentraler Gegenstand von Tio över ett. Das Buch handelt von der Traurigkeit einer sich wandelnden Gegend, von bürgerschaftlichem Engagement und Kommunalpolitik, aber auch von enger Freundschaft und Liebe.

## Auszeichnungen
- 2016 August-Preis; Kategorie Bestes Kinder- und Jugendbuch.[4]
- 2017 Norrlands Literaturpreis; Kategorie Bestes Kinder- und Jugendbuch.[5]